# Renée Doria
Renée Doria (Perpiñán, 13 de febrero de 1921-6 de marzo de 2021) fue una soprano lírica de coloratura francesa con una trayectoria de treinta años (1942-1972) en la que abarcó sesenta roles.

## Biografía
Nacida Renée Dumazert estudió piano, solfeo y armonía y posteriormente canto con Umberto Valdarmini, también tomó clases con la legendaria Ninon Vallin, debutando a los dieciocho años. Su debut oficial fue en 1942 en Marsella como Rosina en El barbero de Sevilla de Rossini.
Después de cantar Die Entführung aus dem Serail en Cannes dirigida por Reynaldo Hahn, y las tres heroínas (Olympia, Giulietta, Antonia) en Les contes d'Hoffmann en Estrasburgo, con el famoso Vanni Marcoux, debutó en París en el Gaîté-Lyrique en 1943, como Lakmé, y al año siguiente en la Opéra-Comique. 
En 1947 debutó en el Palacio Garnier como la La Reina de la Noche en La flauta mágica, prosiguiendo con Leila en Los pescadores de perlas, Mireille, Marguerite en Fausto, Julieta en Romeo y Julieta, Ophélie en Hamlet, Manon, Thaïs, Fiordiligi en Così fan tutte, Gilda en Rigoletto, y Violetta en La traviata.
Doria también cantó música barroca de Rameau y obras contemporáneas de Ravel y Poulenc como Diálogos de carmelitas. 
Participó en los registros completos de Contes d'Hoffmann (1948), Thais (1961), Mireille (1962), Sapho (1978), y extractos de Rigoletto, Faust, y Manon.
Se casó con Guy Dumazert.